# Крапивник (приток Сивки)
Крапивник (укр. Кропивник) — река на Украине, в пределах Калушского района Ивано-Франковской области. Левый приток Сивки (бассейн Днестра).

## Описание
Длина реки 26 км, площадь бассейна 72,1 км². Долина трапециевидная, симметричная. Русло умеренно извилистое, шириной 5-8 м, есть перекаты. Уклон реки 3,1 м/км.

## Месторасположение
Берёт начало на западной окраине села Кадобна. Течёт преимущественно на восток и северо-восток. Впадает в Сивку северо-восточнее села Довпотов.

## Притоки
Наибольшие притоки: Фронилов, Сапогов (левые); Кривец (правый).

## Населённые пункты
Протекает через сёла Кадобна, Крапивник, Мостище, Копанки.